# Lathrobium neostygium
Lathrobium neostygium — вид жуків родини жуків-хижаків (Staphylinidae). Описаний у 2023 році.

## Поширення
Ендемік Японії. Виявлений у префектурі Гіфу на острові Хонсю.

## Опис
Вид схожий на Lathrobium tanakai, описаний на півострові Кії за зовнішніми та едеагальними ознаками, але відрізняється від нього такими характеристиками:
- бічні сторони задньої ексцизії, асиметрично створені в каудальному краї черевного вентриту VIII самця (у L. tanakai виробляється слабко та симетрично);
- апікальна проєкція дорсального склериту едеагала порівняно міцна, із заокругленою вершиною (у L. tanakai тонка, із загостреною вершиною);
- апікальна проєкція парамери чітко вигнута спинна частина приблизно на 1/5 (злегка вигнута спинна частина приблизно на 1/6 у L. tanakai).